# Frankfurt del Main
|  | «Frankfurt» redirigeix aquí. Vegeu-ne altres significats a «Frankfurt (desambiguació)». |

Frankfurt del Main ( Frankfurt am Main (?·pàg.) [ˈfraŋkfʊrt] en alemany), generalment anomenada Frankfurt tot i la possible confusió amb Frankfurt de l'Oder, és una ciutat alemanya situada a la vora del riu Main, la més gran del Land de Hessen, però no la capital, amb una població per sobre dels 750.000 (2019) habitants.
La regió del Rin-Main té en total uns 5,7 milions d'habitants, dels quals uns 2,2 milions viuen en l'aglomeració urbana de Frankfurt.

## Història
El nom significa el gual (Furt) dels francs (Frank-en), ja que cap a finals del segle viii, Carlemany conjuntament amb el seu poble, els francs, mirava com escapar-se d'una de les moltes batalles amb els saxons, quan a la riba del Main, sense saber com continuar la fugida, van poder contemplar com dos cabirols creuaven el riu. Els francs van travessar pel mateix lloc que els cabirols. En arribar els saxons a la riba del Main, ja no hi quedava rastre ni dels cabirols ni dels francs, i aquests van haver de recular. Per això, Carlemany va donar aquest nom a la ciutat. La primera menció documental és de 794 arran del Sínode de Frankfurt, on a l'acta reial s'hi llegeix Franconofurd.
L'Imperi Romà, en la seva extensió màxima, va arribar a incloure la ciutat, encara que per poc temps.
L'emperador Carlemany va habitar en aquesta ciutat bona part de la seva vida i durant el Sacre Imperi Romanogermànic, fou el lloc de moltes eleccions imperials, i entre 1562 i 1792, fou la ciutat del coronament de l'Emperador. Després fou la capital de la Confederació del Rin, i més endavant la de la Confederació Germànica.
Prússia va annexionar-se la ciutat el 1866, cinc anys abans de guanyar la guerra francoprussiana, el tractat de pau de la qual va ser firmat a Frankfurt el 10 de maig de 1871) que va desembocar en la creació d'Alemanya com a país unit.
El 1925, l'alcalde Ludwig Landmann va iniciar un extens programa de desenvolupament urbà anomenat Neues Frankfurt dirigit per l'arquitecte Ernst May, molt influenciat per Walter Gropius i la Bauhaus, dissenyant la fusió dels pobles incorporats i enriquint la ciutat amb projectes d'infraestructures i parcs, provant i utilitzant tecnologies innovadores per a la construcció i el disseny industrial. Els èxits de disseny destacats inclouen la Frankfurter Küche i la Lletra tipogràfica Futura. Com a la majoria de ciutats alemanyes, Frankfurt fou destrossada pels bombardejos dels aliats durant la Segona Guerra Mundial.
La metròpoli s'ha convertit en el centre de la regió Rin-Main, una de les més productives i dinàmiques d'Alemanya que té aproximadament 5 milions d'habitants entre els quals destaca la proporció més alta d'estrangers del país.

## Organització politicoadministrativa
Frankfurt està dividida en 16 districtes (Bezirke), que al seu torn es divideixen en barris (46 en total), de la següent forma:
1. Innensatdt I
2. Innenstadt II
3. Innenstadt III
4. Innenstadt IV
5. Süd
6. West
7. Mitte-West
8. Nord-West
9. Mitte-Nord
10. Nord-Ost
11. Ost
12. Kalbach
13. Nieder-Erlenbach
14. Harheim
15. Nieder-Eschbach
16. Bergen-Enkheim

## Capital financera de la Unió Europea
El Banc Central Europeu (BCE), una de les institucions més representatives de la Unió Europea (UE), té la seu principal a Frankfurt. Els òrgans rectors del BCE (Consell de Govern i Comitè Executiu) dirigeixen el Sistema Europeu de Bancs Centrals (SEBC), les funcions del qual consisteixen a administrar la massa monetària, conduir les operacions en divises, conservar i administrar les reserves oficials de divises dels estats membres i garantir el bon funcionament dels sistemes de pagament. L'euro es mou des d'aquesta ciutat.
Un modern edifici alberga la seu del BCE, construït a partir del 2007 a la vora del Main, sobre terrenys anteriorment ocupats pel mercat central.
A més, Frankfurt és el centre financer del país, alberga la borsa alemanya i el banc federal (Bundesbank). S'hi troba la seu de més de 370 bancs, i els mercats financers més importants del món compren i venen aquí cada dia les seves accions. Aquest fet i el d'estar a la vora del riu Main fa que se la conegui també com "Mainhattan", en referència a Manhattan (Nova York).

## Paisatge urbà
- Paulskirche: Aquí el 1848 es va inaugurar el primer parlament alemany lliurement escollit.
- Zeil-Galerie: Una de les millors vistes a l'última planta.
- Römerberg: Centre antic de Frankfurt, detalladament restaurat.
- Sachsenhausen: És el barri més típic i més visitat. Té una gran varietat gastronòmica; acull la majoria dels restaurants i de les sidreries de la cuina francfurtiana.
- Maintower (Torre del Main): Des de la terrassa situada a 200 m d'alçada es pot gaudir d'una vista magnífica. Sobretot en els mesos d'octubre a març a partir de les 17 h es veu la ciutat totalment il·luminada. És una vista única a Alemanya.
- La Borsa (Frankfurter Wertpapierbörse): Davant de l'edifici es presenten els símbols de la borsa: un toro (per l'alça) i un os (per la baixa).
- Commerzbank Tower: Dissenyat per l'arquitecte Lord Norman Foster el 1997. Destaquen els nou jardins integrats en les plantes superiors. És el gratacel més alt d'Europa, i conté un poema urbà de Joan Brossa.
- Hauptwache: Va sorgir el 1728 del pla de l'urbanista Johann Samheimer. Aquest edifici va perdre la seva funció de presó i avui alberga el cafè "Hauptwache" i un restaurant japonès.
- Fira del Llibre de Frankfurt: És considerada la més important del món. Es porta a terme un cop l'any.
- Frankfurter Waldstadion: Estadi de futbol que ja ha vist nombroses competicions, com el Mundial de futbol de 1974, la Eurocopa 1988, la Copa Confederacions 2005 i el Mundial de Futbol de 2006. És l'estadi de Eintracht Frankfurt i Frankfurt Galaxy.
- Torre de la Fira, "Messeturm": Dissenyada per l'arquitecte Helmut Jahn. Frankfurt és el centre de les fires, i gràcies a elles, gairebé tres milions de persones visiten la ciutat tots els anys per veure la Fira de la Música o la Fira de l'Automòbil (IAA - Internationale Automobil Ausstellung).
- L'Eurotower: Seu del Banc Central Europeu.

## Cultura

### Museus

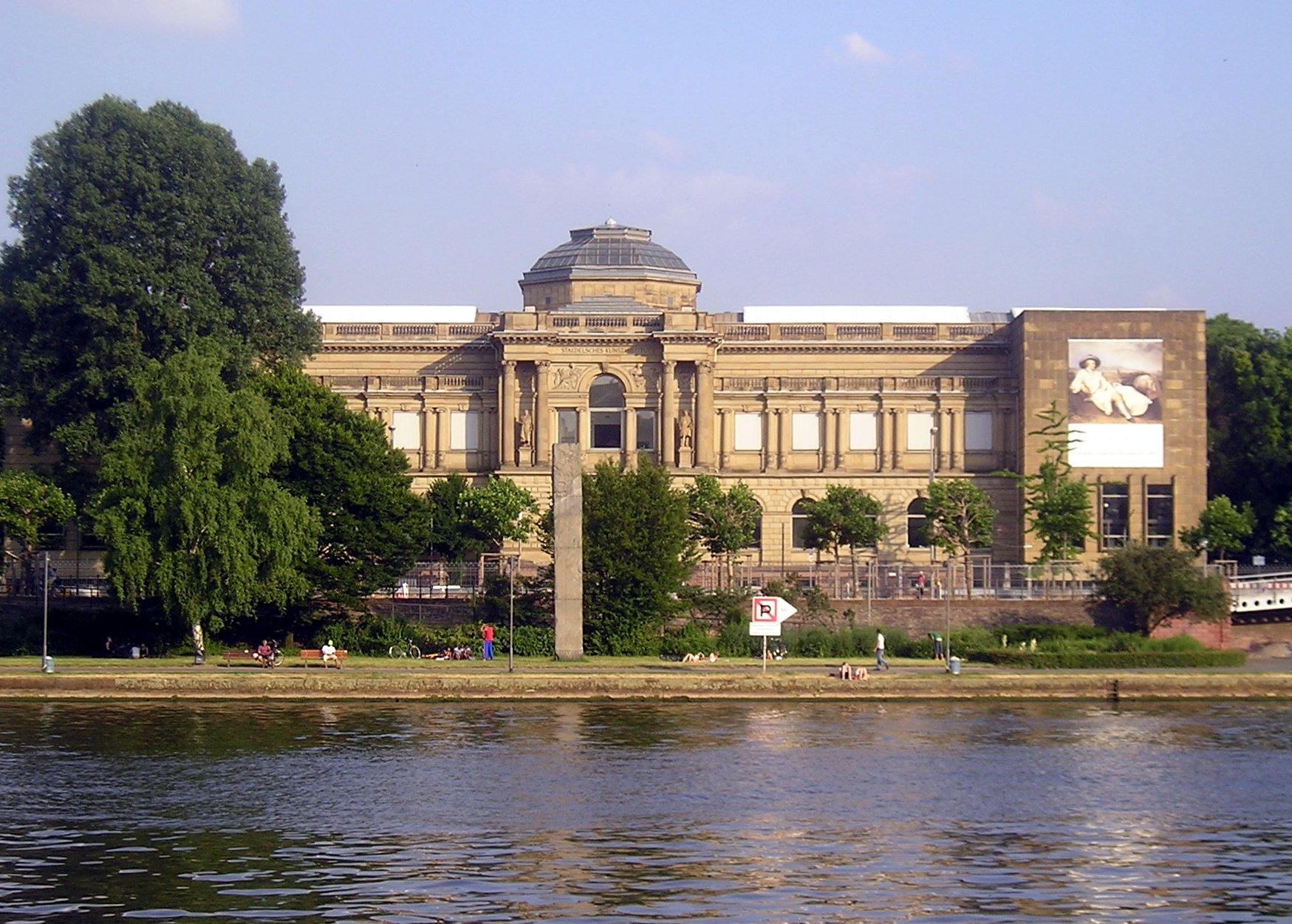
La Städel

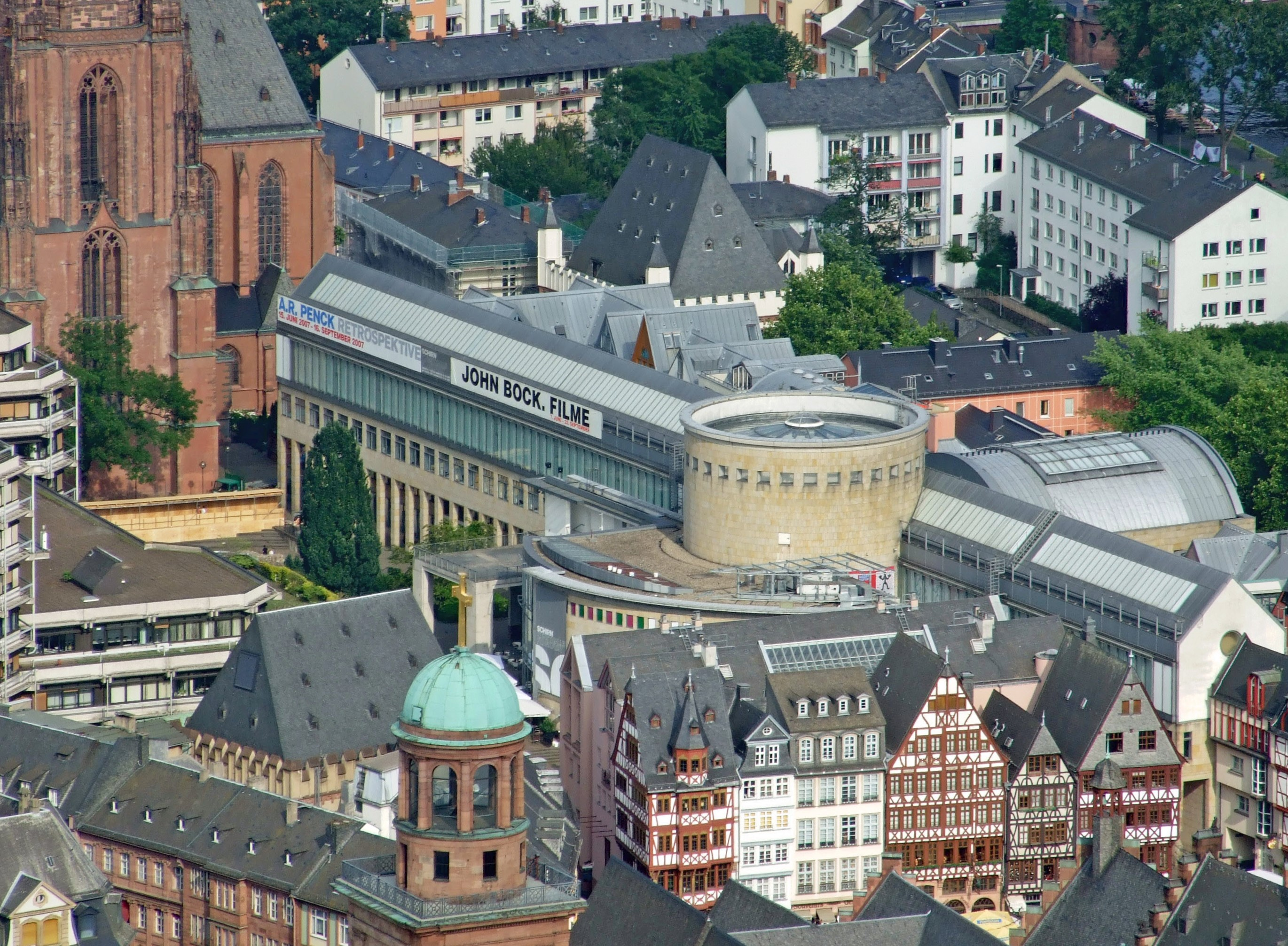
Schirn Kunsthalle des del damunt

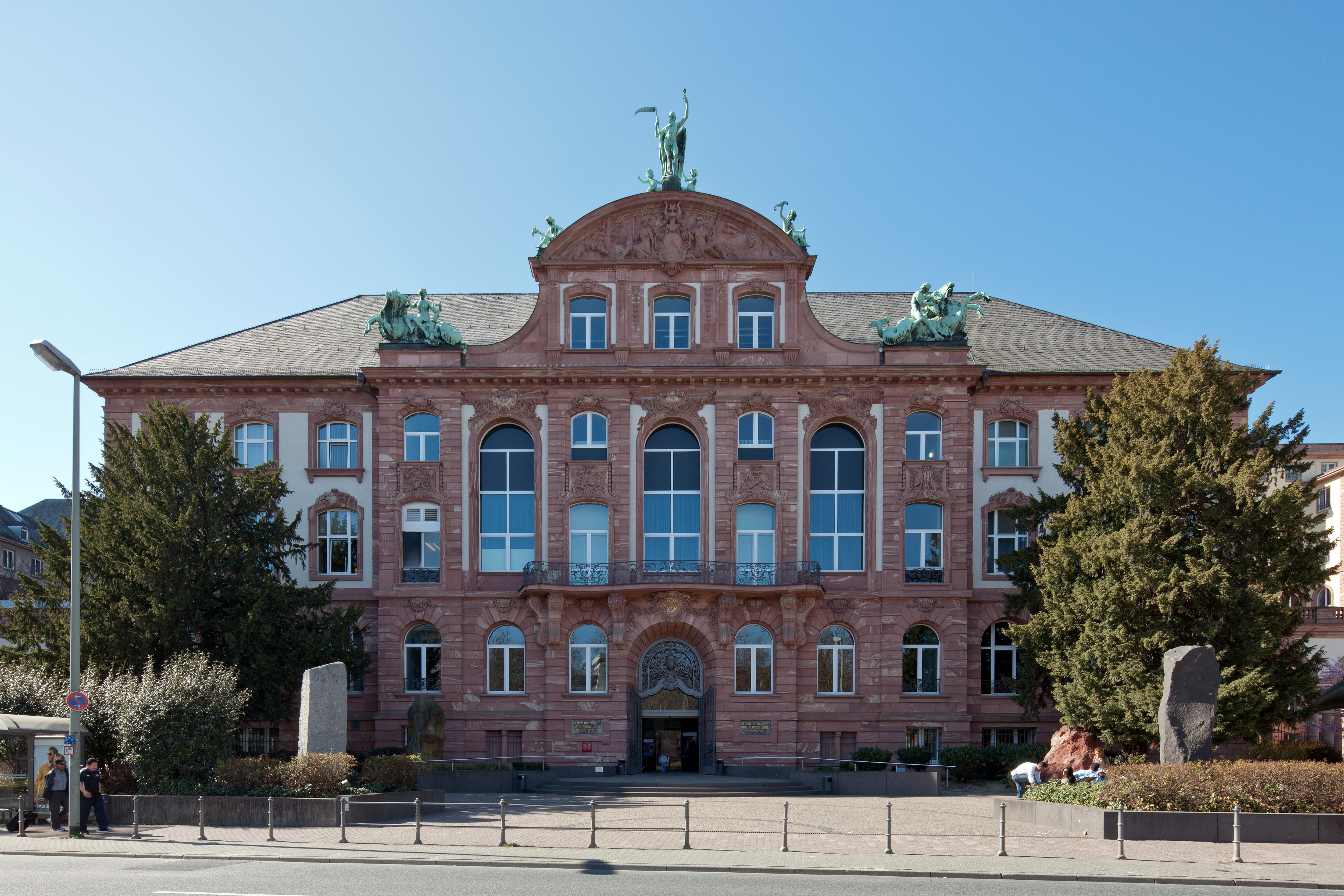
Museu d'Història Natural de Senckenberg

Amb més de 30 museus, Frankfurt compta amb una de les varietats més grans de museus d'Europa. 20 museus formen part de la Museumsufer (Museus de la riba), situats a la primera fila d'ambdós costats de la riba del Main o en les proximitats. Zona que ofereix museus en ambdós cantons del riu. Entre ells destaquen el Museu del Cinema, el Museu d'Arquitectura i el Museu d'Arts Aplicades.
Deu museus es troben a la riba sud del riu a Sachsenhausen entre l'Eiserner Steg i el Friedensbrücke. El carrer mateix, Schaumainkai, està parcialment tancat al trànsit els dissabtes per al més gran mercat de carrer de Frankfurt.
- Deutsches Architekturmuseum (Museu d'Arquitectura Alemany)
- Deutsches Filmmuseum (Museu de cinema alemany)
- Frankfurter Ikonenmuseum (Museu d'Icones de Frankfurt)
- Liebieghaus (Museu d'Escultures Municipals)
- Museum für Angewandte Kunst (Museu d'Arts Aplicades)
- Museum Giersch (Museu d'Art Regional)
- Museum für Kommunikation (Museu de Comunicacions)
- Museum der Weltkulturen (Museu de les Cultures del Món)
- Städel, un dels museus d'art més famosos d'Alemanya
- Bibelhaus Erlebnis Museum (Museu de l'experiència de la Bíblia)

Dos museus es troben a la riba nord del riu:
- Jüdisches Museum Frankfurt (Museu jueu de Frankfurt)
- Historisches Museum Frankfurt (Museu Històric de Frankfurt)

Els que no es troben directament a la riba nord del riu en el barri d'Altstadt:
- Museum für Moderne Kunst (Museu d'Art Modern)
- Schirn Kunsthalle Frankfurt (Galeria d'Art Schirn Frankfurt)
- Frankfurter Kunstverein (Associació d'Art de Frankfurt)
- Museum Judengasse (Museu del call jueu)
- Goethe-Haus, la casa natal de Goethe.
- Archäologisches Museum Frankfurt (Museu Arqueològic de Frankfurt)
- Caricatura Museum für Komische Kunst (Museu de Caricatura i d'Art Còmic)
- Dommuseum Frankfurt (Museu de la Catedral de Frankfurt)

Un altre museu important es troba al barri Westend:
- Naturmuseum Senckenberg (Museu d'Història Natural de Senckenberg), el segon museu d'història natural d'Alemanya

Altres museus són els Dialogmuseum (Museu del diàleg) al barri d'Ostend, el Museu de l'Eintracht Frankfurt al Commerzbank-Arena, Explora Museum+Wissenschaft+Technik (Museu de Ciència i Enginyeria Explora) a Nordend, el Frankfurter Feldbahnmuseum e.V. (Museu de trens lleugers de Frankfurt) a Gallus, el Verkehrsmuseum Frankfurt (Museu del Transport de Frankfurt) a Schwanheim, el Museu Hammer a Bahnhofsviertel i el Geldmuseum der Deutschen Bundesbank (Museu del Diner del Banc Federal Alemany) a Ginnheim.

### Arts escèniques

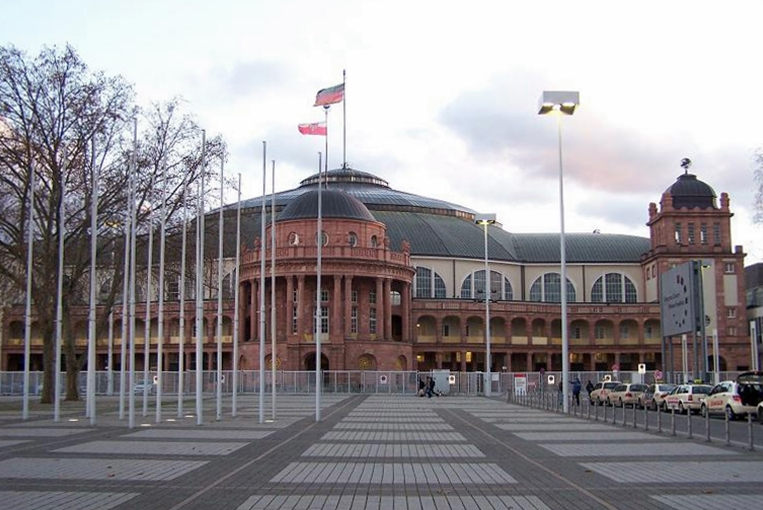
Festhalle Frankfurt

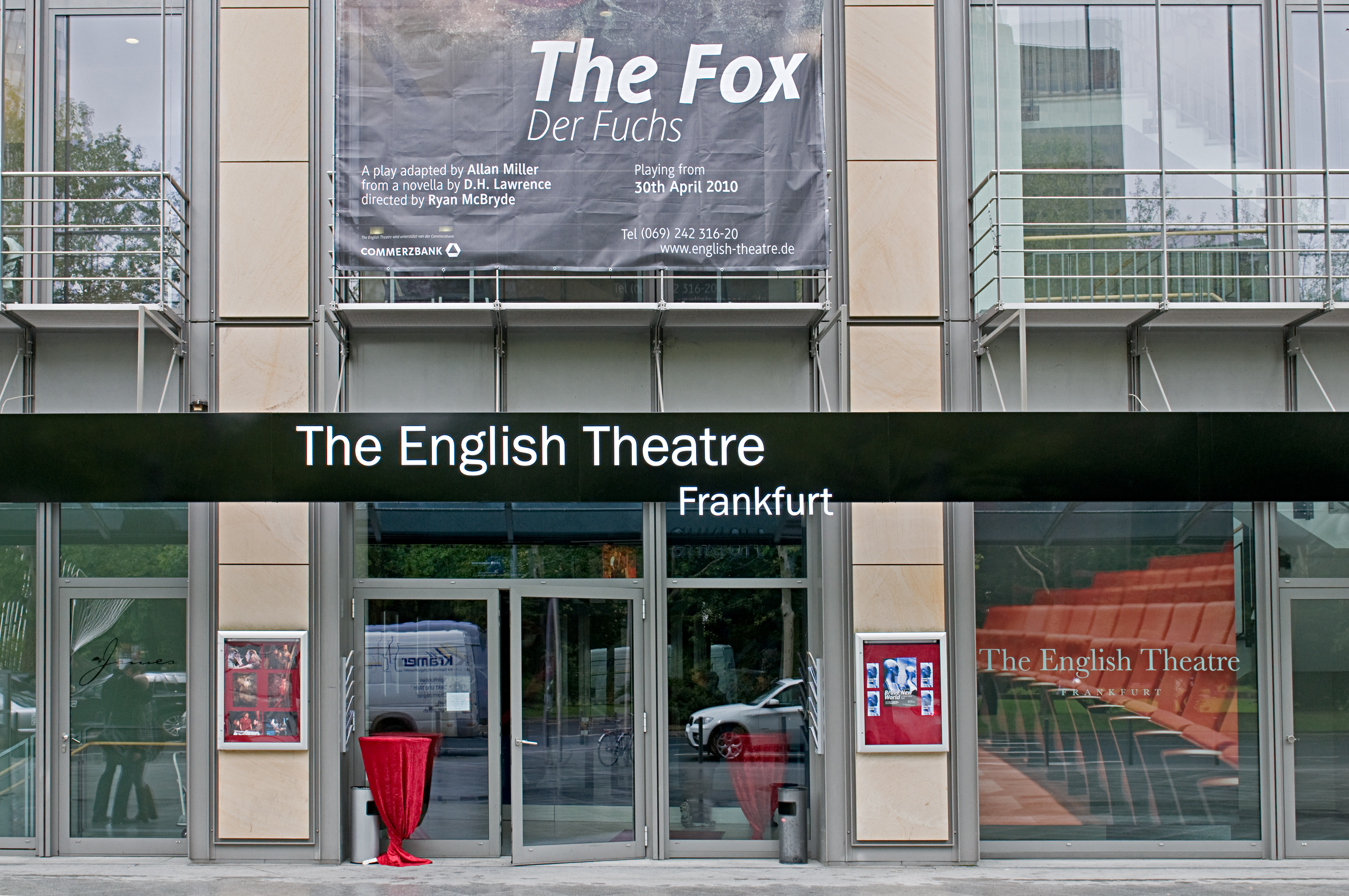
The English Theatre

#### Música
L'eurodance i la música Trance van ser originades a Frankfurt. El 1989 els productors alemanys Michael Münzing i Luca Anzilotti (sota els pseudònims Benito Benites i John "Virgo" Garrett III) van crear el projecte Snap! Les cançons de Snap! van combinar el cant de Rap i Soul afegint ritme mitjançant l'ús de tecnologia informàtica i barrejant sons electrònics, baix i bateria. En fer-ho va néixer un nou gènere: Eurodance. A principis dels noranta, alguns DJ incloent Sven Väth i DJ DAG (de Dance 2 Trance) van ser els primers a compondre un estil més dur i més profund d'acid house que es va fer popular a tot el món durant la pròxima dècada com la música Trance. Alguns dels primers i més influents artistes d'Eurodance, Trance i Techno, s'inclouen; La Bouche, Jam and Spoon, Magic Affair, Culture Beat, Snap!, Dance 2 Trance, Oliver Lieb i Hardfloor, i discogràfiques com ara Harthouse i Eye Q, es van fundar a la ciutat a principis dels anys noranta.

#### Llocs d'interès
- Oper Frankfurt — Una de les òperes més importants d'Alemanya i d'Europa. Va ser triada Òpera de l'any (d'Alemanya, Àustria i Suïssa de parla alemanya) per la revista alemanya Opernwelt el 1995, 1996 i 2003. També va ser triada Millor òpera a Alemanya el 2010 i 2011. La seva orquestra va ser votada com a Orquestra de l'any el 2009, 2010 i 2011.[6]
- Schauspiel Frankfurt — Teatre a Willy-Brandt-Platz del districte financer, al costat de l'Oper Frankfurt.
- Simfonia de Ràdio de Frankfurt (hr-Sinfonieorchester en alemany) - una de les millors orquestres simfòniques del món
- Festhalle Frankfurt — Sala polivalent al costat de la Messeturm en els terrenys de la Frankfurt Trade Fair. S'utilitza principalment per a concerts, exposicions o esdeveniments esportius i pot acollir fins a 13.500 assistents.
- Commerzbank-Arena — L'estadi esportiu més gran de Frankfurt i un dels deu més importants d'Alemanya. Es troba al bosc de la ciutat de Frankfurt prop de Niederrad. S'utilitza principalment per al futbol i concerts amb una capacitat fins a 51.500. Va ser inaugurat el 1925 i va ser objecte de diverses reconstruccions importants. Els locals encara prefereixen anomenar l'estadi pel seu nom tradicional, Waldstadion (estadi del bosc).
- Alte Oper — Una gran sala de concerts.
- Jahrhunderthalle — Sala centenària és un gran saló de concerts i exposicions al districte d'Unterliederbach. De vegades es refereix "Jahrhunderthalle Höchst", perquè va ser construït per celebrar el centenari de la companyia química Hoechst AG el 1963.
- The English Theatre — Situat a la planta baixa del gratacel Gallileo, aquest és el teatre anglòfon més gran d'Europa continental. Va ser establert el 1979.
- Tigerpalast — Palau del Tigre és un varietats al centre de la ciutat a prop del Zeil. Va ser establert el 1988 i alberga el famós Tiger-Restaurant que va rebre un premi a estrella Michelin.
- Künstlerhaus Mousonturm — Casa dels artistes Torre Mouson és un teatre lliure, el que significa que té un pressupost menor que els teatres tradicionals i utilitza mètodes de presentació més poc convencionals. Està situat en una antiga fàbrica del districte d'Ostend.
- Die Schmiere — El greix és un cabaret i el teatre més antic de propietat privada de Frankfurt. Es troba al Karmeliterkloster al barri de l'Altstadt. Segons la seva pròpia publicitat, és el pitjor teatre del món.
- Die Komödie — La Comèdia és un teatre de bulevard al centre de la ciutat prop de Willy-Brandt-Platz.

### Jardins botànics

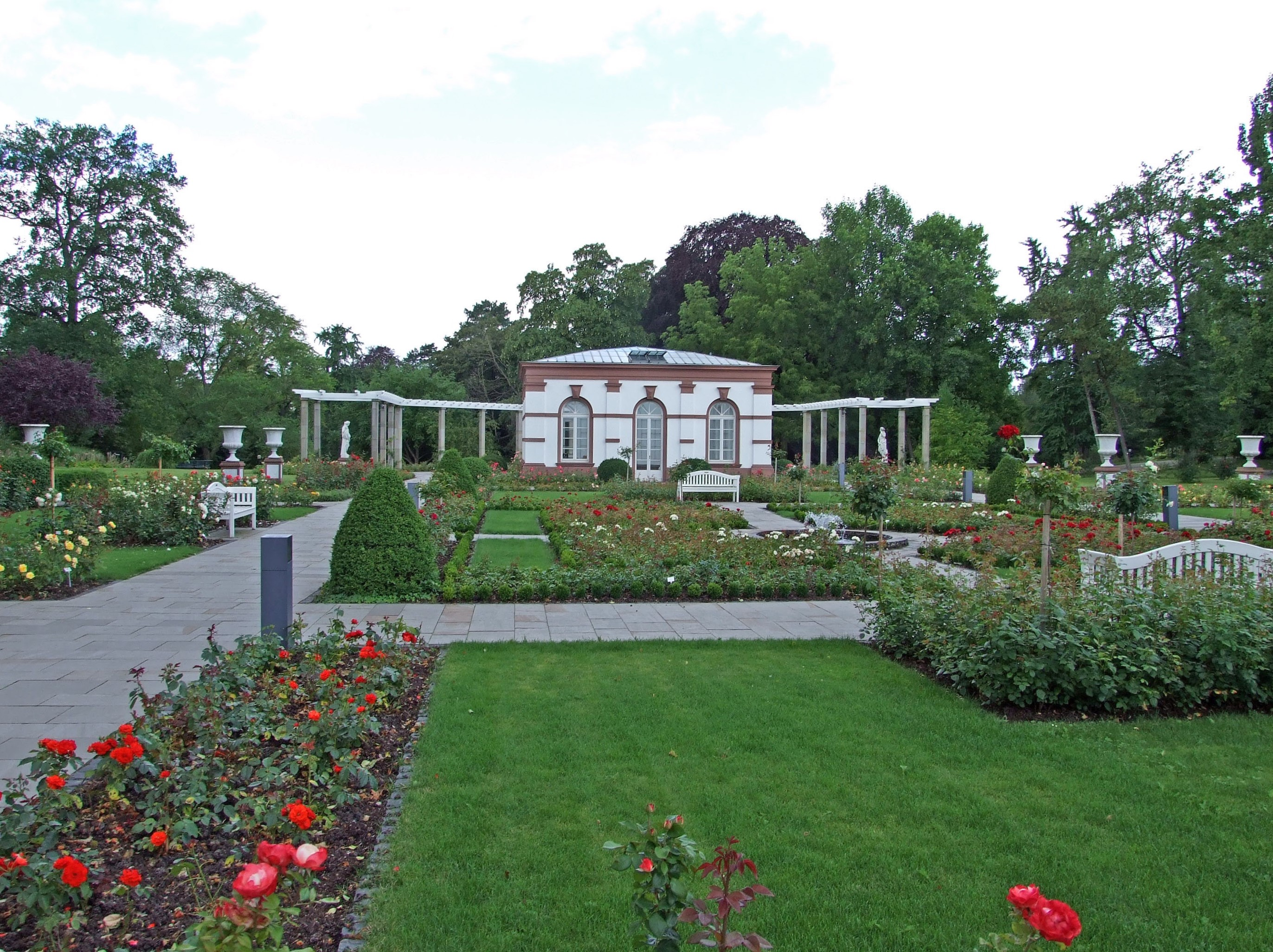
Palmengarten

Frankfurt té dos grans jardins botànics.
- Palmengarten — Situat al barri Westend, és el recinte de jardí botànic més gran d'Hessen amb 22 ha. Va obrir al públic el 1871. Les exposicions botàniques s'organitzen segons el seu origen a l'aire lliure o als hivernacles que acullen plantes tropicals i subtropicals, d'aquí el nom "Jardí de Palmeres".
- Botanischer Garten der Goethe-Universität — El jardí botànic de la universitat també és un arboretum. Conté 5000 espècies, amb col·leccions especials de Rubus (45 espècies) i plantes indígenes d'Europa central. Està organitzat en dues grans àrees: L'àrea geobotànica conté un jardí alpí, arboretum, prats, estepes, aiguamolls, i un estany, així com col·leccions de plantes de les Illes Canàries, Caucas, Àsia oriental, Mediterrani, i l'Amèrica del Nord i la col·lecció sistemàtica i ecològica inclou plantes de cultiu, espècies en perill d'extinció, plantes ornamentals, roses, i el Neuer Senckenbergischer Arzneipflanzengarten (Nou jardí de plantes medicinals de Senckenberg, 1200 m²). El Jardí Botànic, el veí Palmengarten i el també veí Grüneburgpark formen la zona verda més gran de la ciutat interior.

### Cultura estrangera

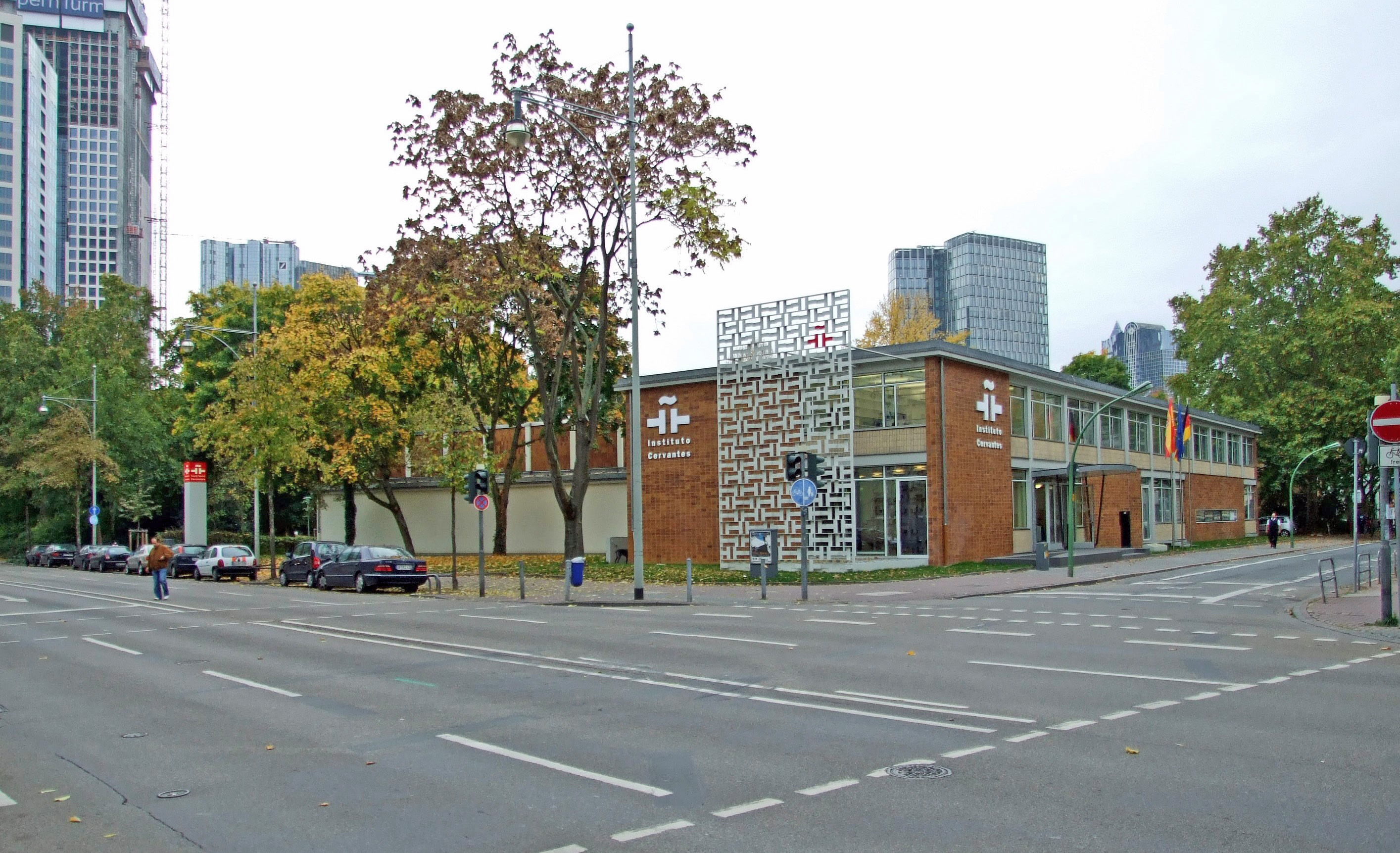
Amerika-Haus Frankfurt

- Instituto Cervantes — Porta el nom de Miguel de Cervantes, un dels autors espanyols més importants, és l'organització més gran del món per promoure l'estudi i l'ensenyament de la llengua i la cultura espanyoles. 54 d'aquests "Centros Cervantes" a tot el món ofereixen cursos de llengua i història espanyols. La branca de Frankfurt va ser inaugurada oficialment al setembre del 2008 pel llavors Felip, Príncep d'Astúries i la seva esposa Letícia, Princesa d'Astúries. Està situat a l'anomenat Amerika-Haus.
- Institut Français - Una organització industrial i comercial pública francesa (EPIC), inaugurada el 1907 pel Ministeri d'Afers Exteriors per promoure cultures franceses, francòfones i locals al voltant del món. L'Institut Francès treballa estretament amb la xarxa cultural francesa a l'estranger que consta de més de 150 oficines i prop de 1000 sucursals de la Alliance française al voltant del món. Arxivat 2020-05-12 a Wayback Machine.
- Istituto Italiano di Cultura - Organització mundial sense ànim de lucre creada pel govern italià. Promou la cultura italiana i participa en l'ensenyament de la llengua italiana; hi ha 83 instituts culturals italians a les principals ciutats del món.
- Institut de Confuci - Una organització educativa pública sense ànim de lucre associada al Ministeri d'Educació de la República Popular Xina, que té com a objectiu promoure la llengua i la cultura xineses, donar suport a l'ensenyament xinès local a nivell internacional i facilitar els intercanvis culturals. Hi ha més de 480 Instituts de Confuci a tot el món.
- Central and Eastern European Online Library — (per les seves sigles en anglès CEEOL, lit. en català Biblioteca en línia d'Europa central i oriental) és un arxiu en línia que proporciona accés a articles de text complet de revistes científiques d'humanitats i de ciències socials sobre temes d'Europa central, oriental i sud-oriental. Les àrees temàtiques inclouen l'antropologia, la cultura i la societat, l'economia, els estudis de gènere, la història, els estudis judaics, les belles arts, la literatura, la lingüística, les ciències polítiques i les ciències socials, la filosofia i la religió. CEEOL és operat per Questa.Soft GmbH.

### Festivals

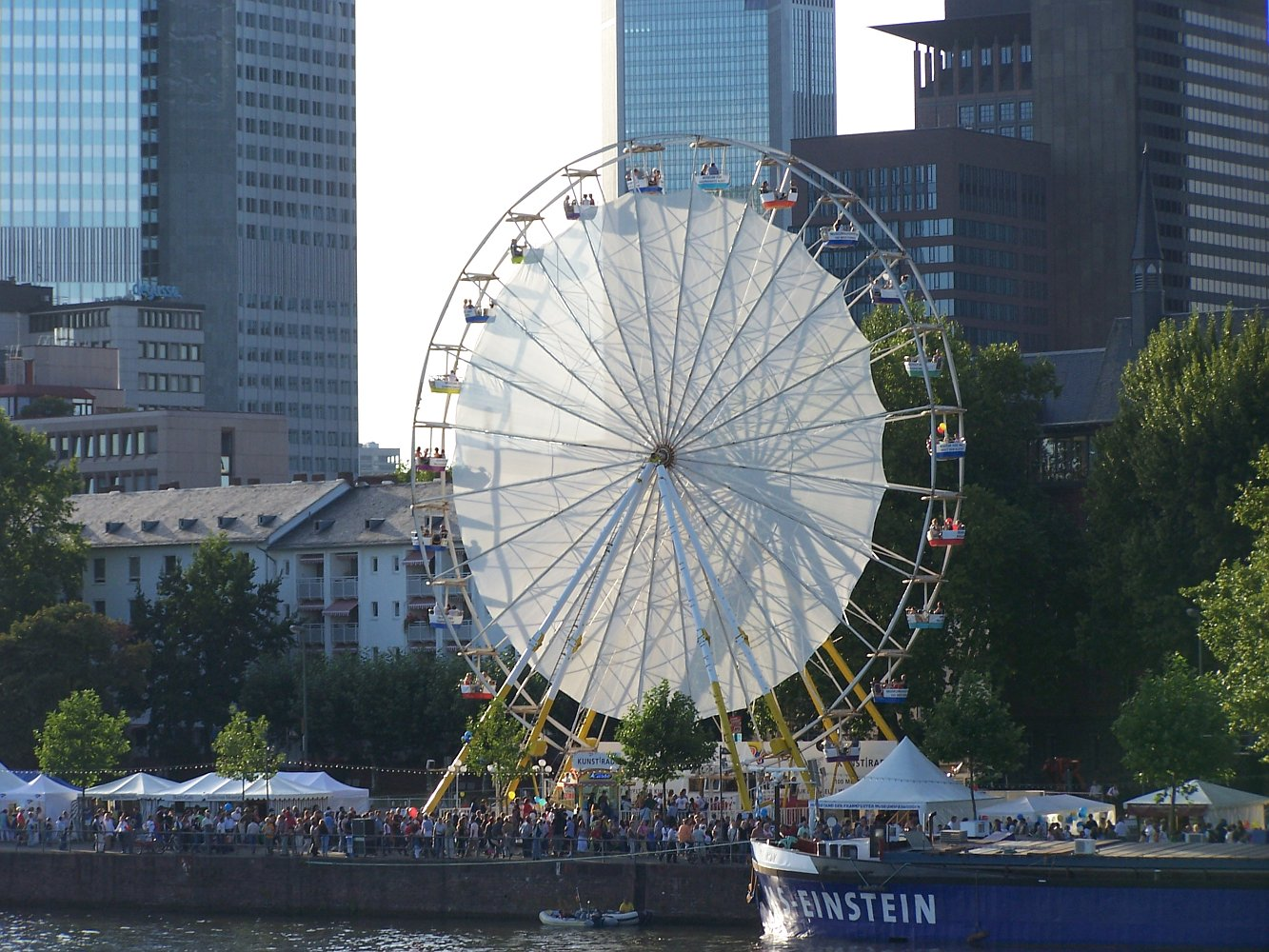
El Museumsuferfest el 2005

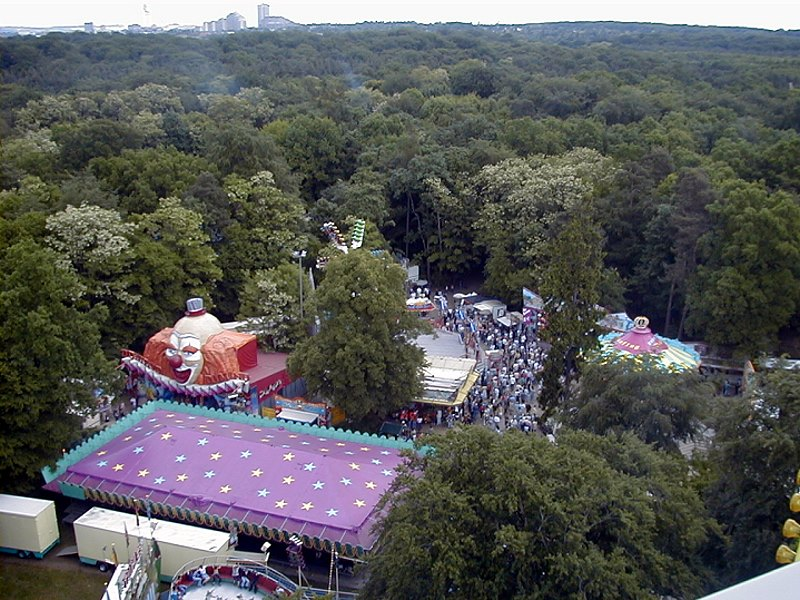
Wäldchestag el 2002

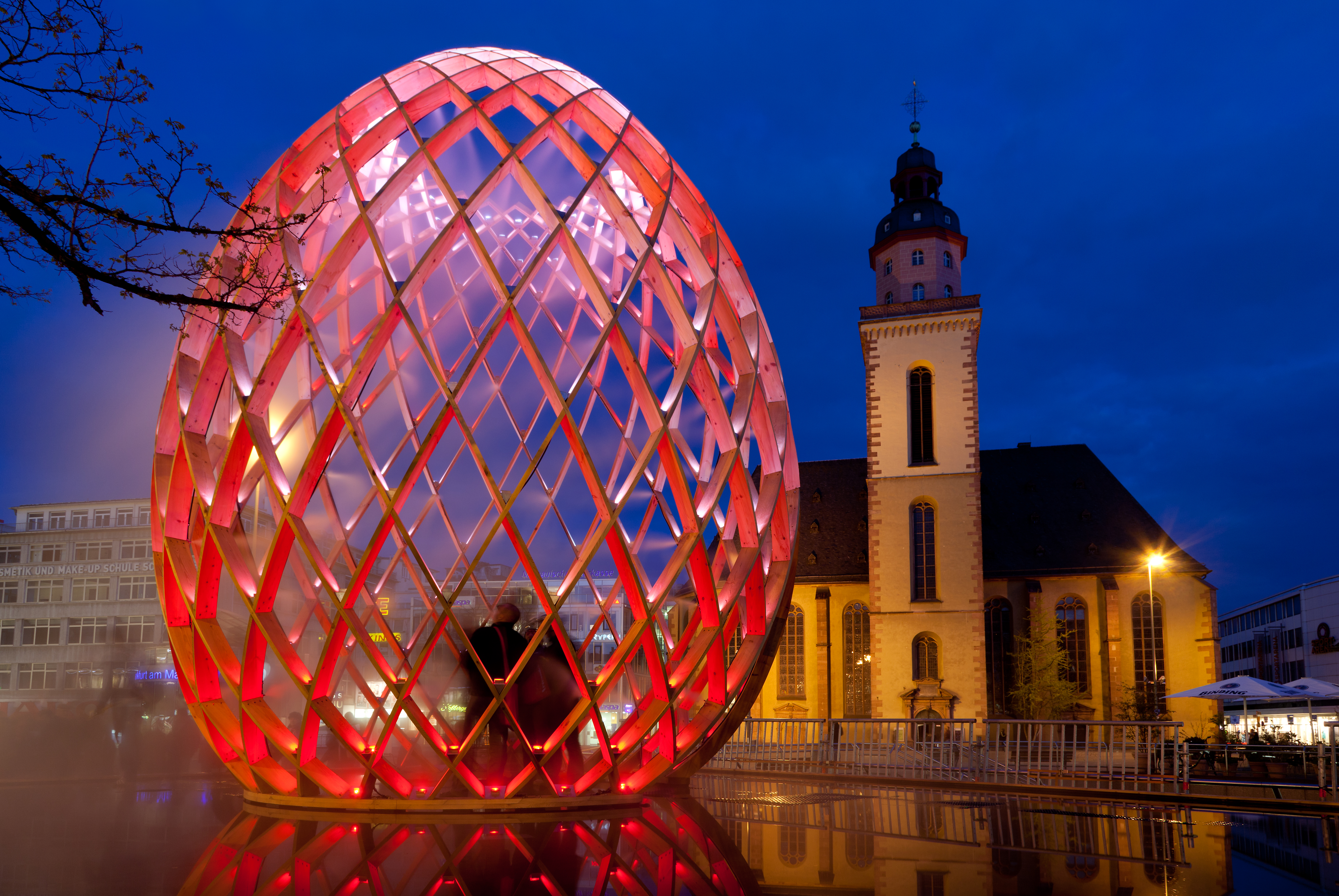
"OVO" al Luminale 2012

- Museumsuferfest — El festival dels museus de la riba del riu és un dels festivals culturals més grans d'Alemanya, que atrau a més de tres milions de visitants durant tres dies al final d'agost al llarg de la riba del riu Main al centre de la ciutat. Els 20 museus s'obren fins tard a la nit. Ofereix música en directe, espectacles de dansa, fira d'artesania, joieria, roba i estands d'aliments de tot el món.
- Dippemess — El festival més antic de Frankfurt és el Festival de gres, que es realitza semi-anualment per Pasqua i al final de setembre a la zona oriental. "Dippe" és una paraula regional en dialecte hessià que significa "llauna" o "gerra" que no s'entendria en la majoria d'altres regions alemanyes. Esmentada per primera vegada al segle xiv com a mercat anual, ara és més un parc d'atraccions. El nom del festival es deriva del seu propòsit original, quan es tractava d'una fira on s'hi oferien pots, testos i altres gres fabricats tradicionalment.
- Wäldchestag — El dia del bosc es coneix com una festa regional perquè fins a la dècada de 1990 era habitual que les botigues de Frankfurt estiguessin tancades en aquest dia. El festival es fa quatre dies després de la Pentecosta amb el formal Wäldchestag oel dimarts. La seva ubicació única es troba al Frankfurter Stadtwald, al sud-oest del centre de la ciutat a Niederrad. "Wäldches" és un dialecte regional de la paraula alemanya "Wäldchen", que significa "bosc petit".
- Nacht der Museen — La nit dels museus té lloc cada any a l'abril o al maig. 50 museus a Frankfurt i a la ciutat veïna d'Offenbach am Main estan obertes fins a les 2 de la matinada envoltats d'esdeveniments musicals especials, espectacles de dansa, lectures i visites guiades. Hi ha un servei gratuït de transport entre els museus. El 2010, hi van assistir aproximadament 40.000 visitants.
- Nacht der Clubs — nit dels clubs és un esdeveniment similar a Nacht der Museen: En una nit es poden visitar fins a 20 clubs amb un únic tiquet d'un preu moderat. En general, les polítiques de porta de club s'alliberen per atraure nous clients. Hi ha un servei de trasllat gratuït entre els clubs. El 2008 hi van participar 15.000 persones.
- Luminale — El "festival de la llum" té lloc bianualment des del 2000, paral·lelament a l'exhibició Light + building a la fira. Molts edificis estan especialment il·luminats per a l'esdeveniment. El 2008 es van poder veure més de 220 instal·lacions de llum i van atreure 100.000 visitants. L'últim Luminale es va celebrar a l'abril de 2012.
- Wolkenkratzer Festival — El festival del gratacel és únic a Alemanya. Té lloc de forma irregular, l'últim al maig de 2013, i va atreure prop d'1,2 milions de visitants. Durant dos dies la majoria dels gratacels estan oberts al públic. Els sky-divers, saltadors de base, focs artificials i espectacles làser són atraccions addicionals.

### Vida nocturna

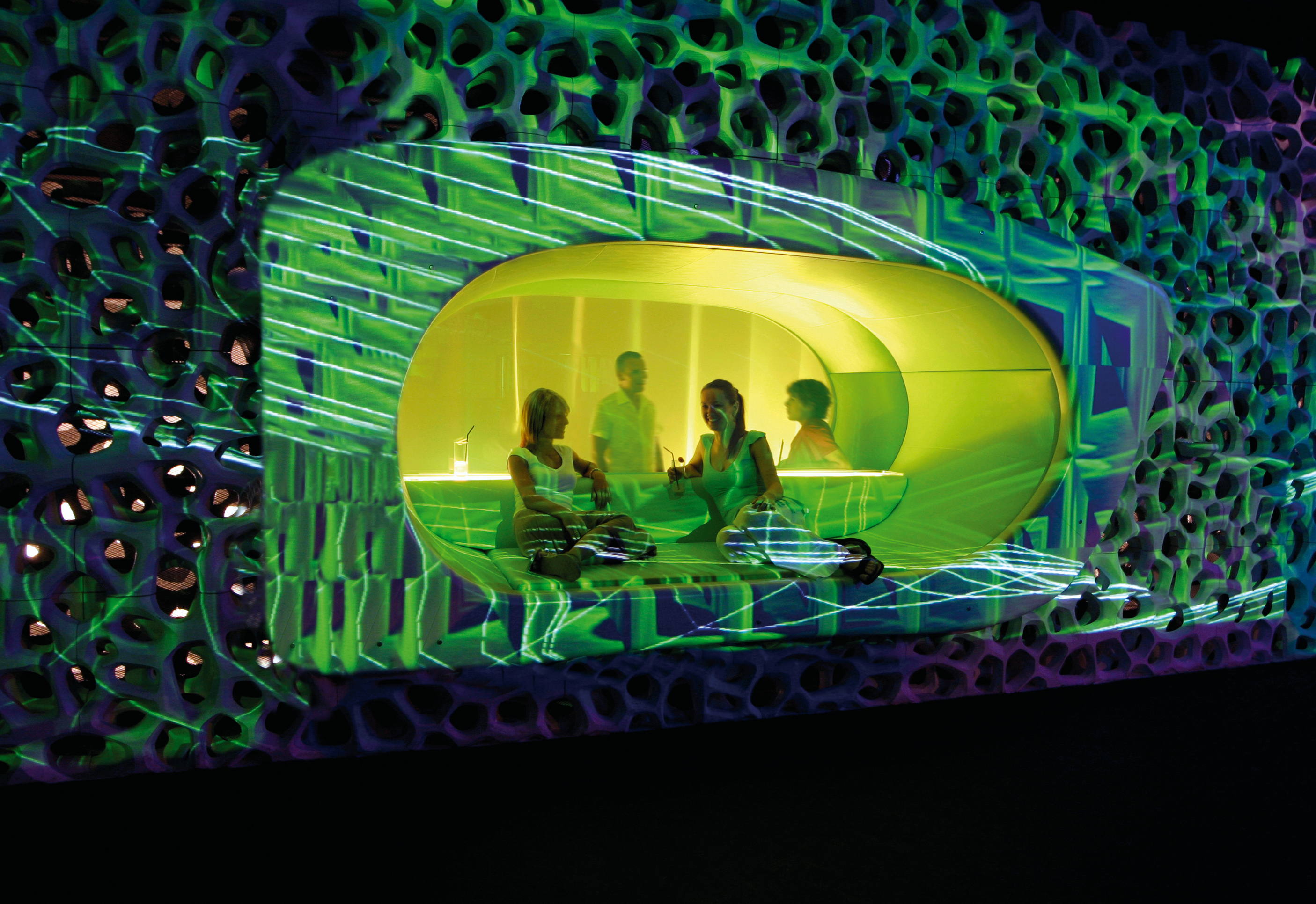
Cocoon Club

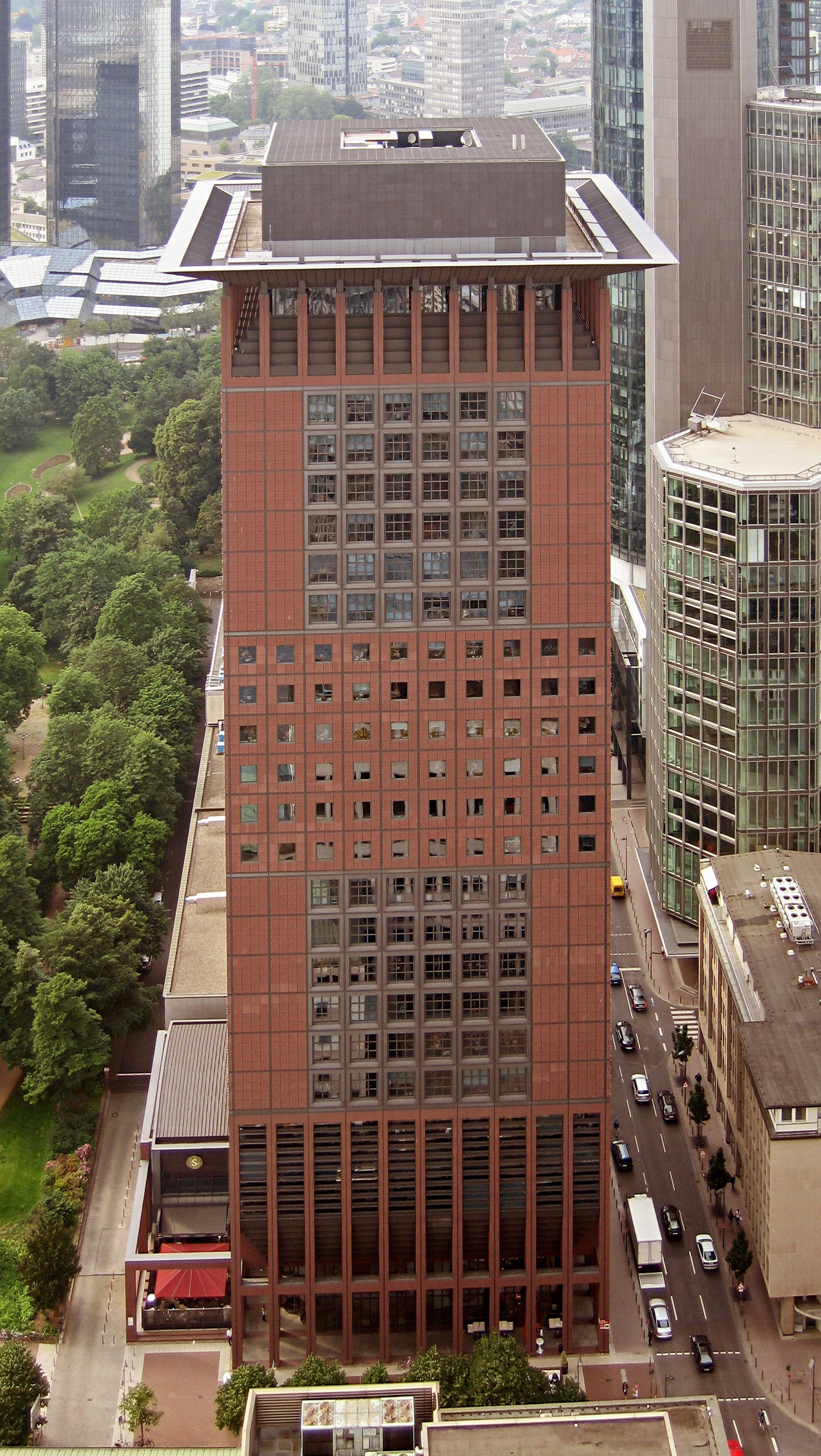
Japan Center, on està el Club 101

Frankfurt ofereix diversos restaurants, bars, pubs i clubs. Els clubs es concentren al voltant del centre de la ciutat i al districte d'Ostend, principalment a prop de Hanauer Landstraße. Els restaurants, bars i pubs es concentren a Sachsenhausen, Nordend, Bornheim i Bockenheim.
Un dels principals escenaris de l'inici de la música trance va ser el club nocturn Omen (tancat el 1998). Un altre discoteca popular entre 1980-1990 i un punt important per la música Techno/Trance va ser Dorian Gray, situat a la terminal 1 de l'aeroport de Frankfurt. A causa de la ubicació a l'aeroport, el club no tenia restriccions quant a l'horari d'obertura. El club va haver de tancar a la fi de 2000 a causa de regulacions de seguretat contra incendis més estrictes. També destaca pel seu extraordinari disseny el Coocoon Club a Fechenheim que es va inaugurar el 2004, a més que va ser escollit com el millor club techno de l'any per les revistes de música "Groove" i "Raveline" el 2004, 2005, 2006 i 2007. Es va tancar el 2012.
- King Kamehameha Club — porta el nom del primer rei de Hawaii i un club de ficció a Magnum, P.I., va ser una discoteca de Hanauer Landstraße, conegut per la música en directe. Va obrir el 1999 i es va expandir amb un club de platja a Offenbach am Main i un restaurant (King Kamehameha Suite) al districte financer. El club va tancar el 2013, tot i que el King Kamehameha Suite encara està obert.
- U60311 — Club de Techno al centre de la ciutat. "60311" és el codi postal de la zona. Va ser escollit com el millor club de l'any per les revistes de música "Groove" i "Raveline" diverses vegades. La seva ubicació era un pas subterrani de vianants anterior. Va tancar el 2012.
- Living XXL — Club/restaurant al districte financer, es trobava a la planta baixa de l'Eurotower i es va tancar el 2013.[8]
- Club 101 — Situat al pis 24 de la Japan Center. Es va tancar a la fi de 2016.[9]

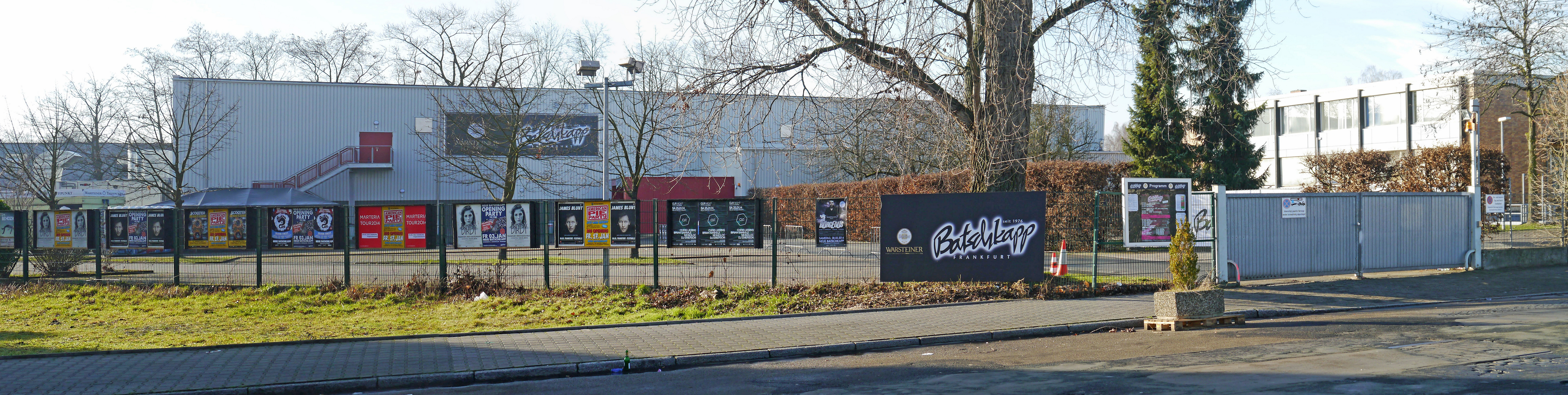
Batschkapp, 2014

- Batschkapp — Club de rock alternatiu, situat a Frankfurt-Seckbach. Va obrir el 1976 i atreu majoritàriament a persones amb una actitud política d'esquerres.[cal citació] Joschka Fischer, l'ex-ministre d'Afers Exteriors d'Alemanya, va ser un client habitual als anys vuitanta.
- Velvet Club (Innenstadt)
- Cooky's (Innenstadt)
- Nachtleben (Innenstadt)
- Silbergold (Innenstadt)
- Sinkkasten Arts Club (Innenstadt) — Tancat el 2012, substituït pel Zoom club.
- Tanzhaus West (Gutleutviertel)
- Dora Brillant (Gutleutviertel)
- Odeon (Nordend)
- Monza (Innenstadt) — Tancat el 2013.[10]
- Travolta (Innenstadt)

### Cultura domèstica

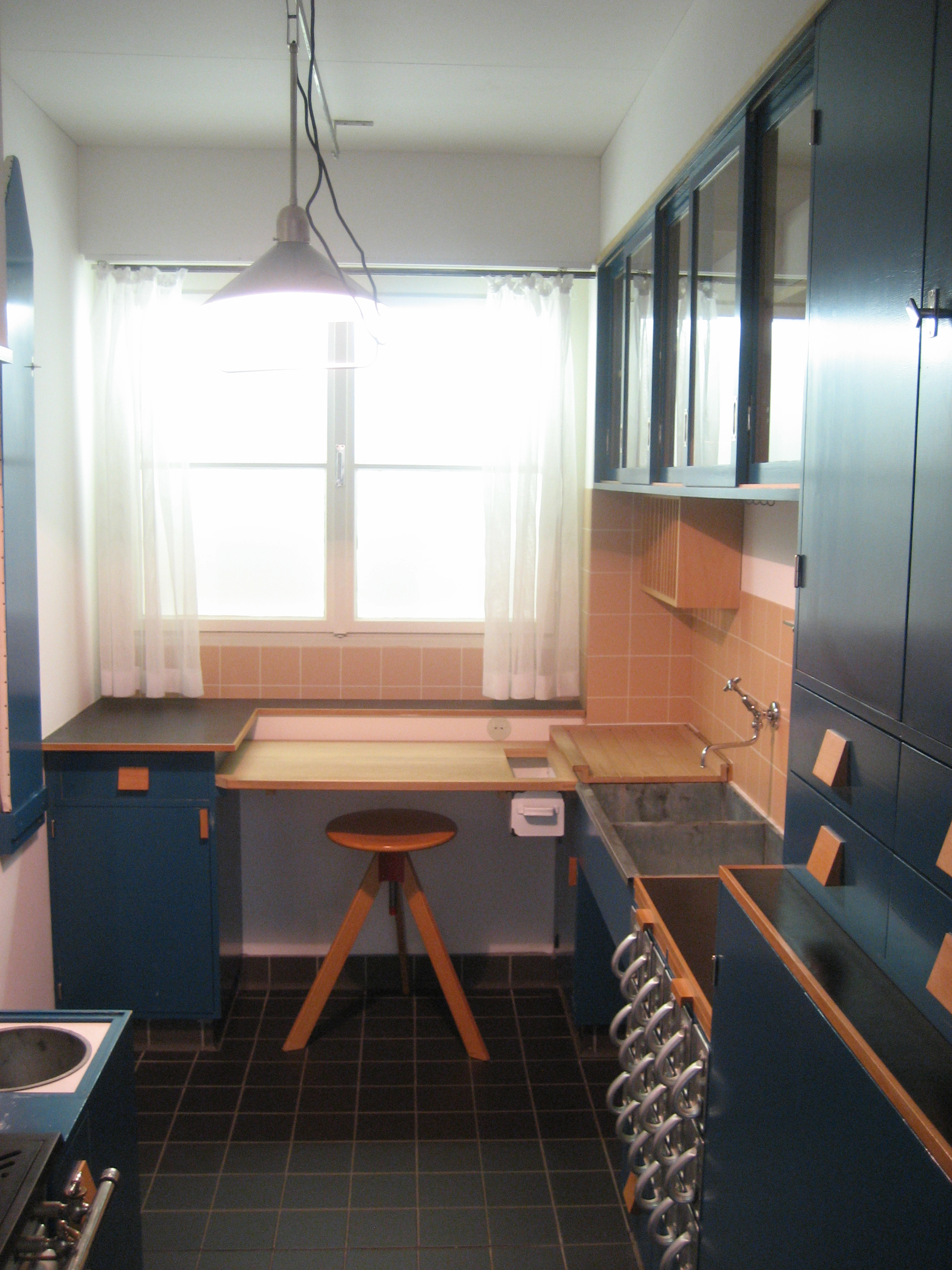
Una "cuina de Frankfurt" del 1926 en un museu austríac

- Cuina de Frankfurt — Originalment dissenyat el 1926 pel projecte Neues Frankfurt i construït en unes 10.000 unitats, la cuina es va convertir en una fita en l'arquitectura domèstica, considerada la precursora de les cuines modernes equipades.
- Armari de Frankfurt — Els armaris barrocs de Frankfurt s'utilitzaven per emmagatzemar la roba de llit de la família, per exemple pel pare de Goethe, que va portar un armari a Roma. Les versions més luxoses tenen peces en forma d'ona, algunes estan fetes de fusta de cirerer sòlida incrustada amb fusta de plom.

### Especialitats culinàries

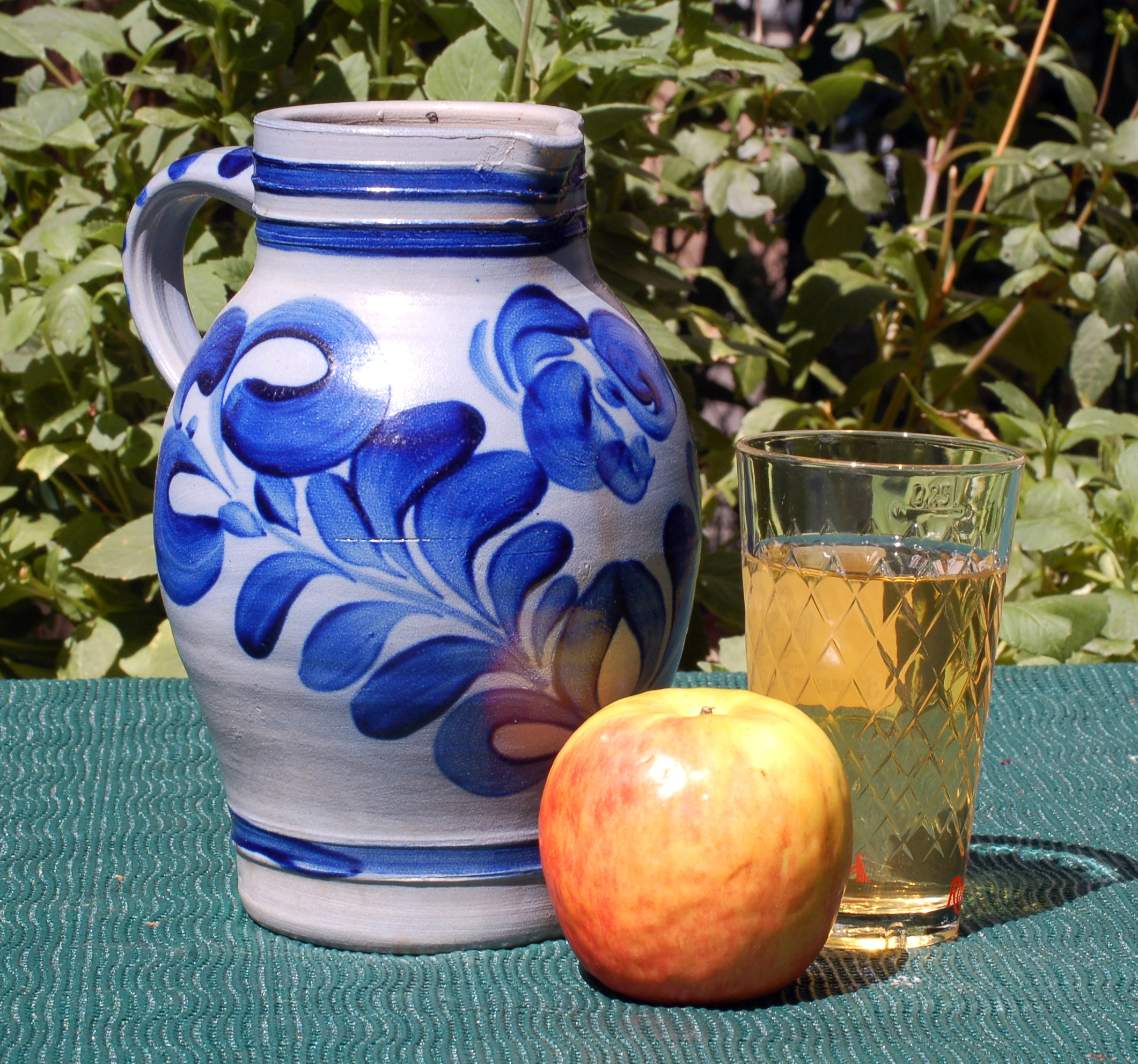
"Bembel" i "Geripptes"

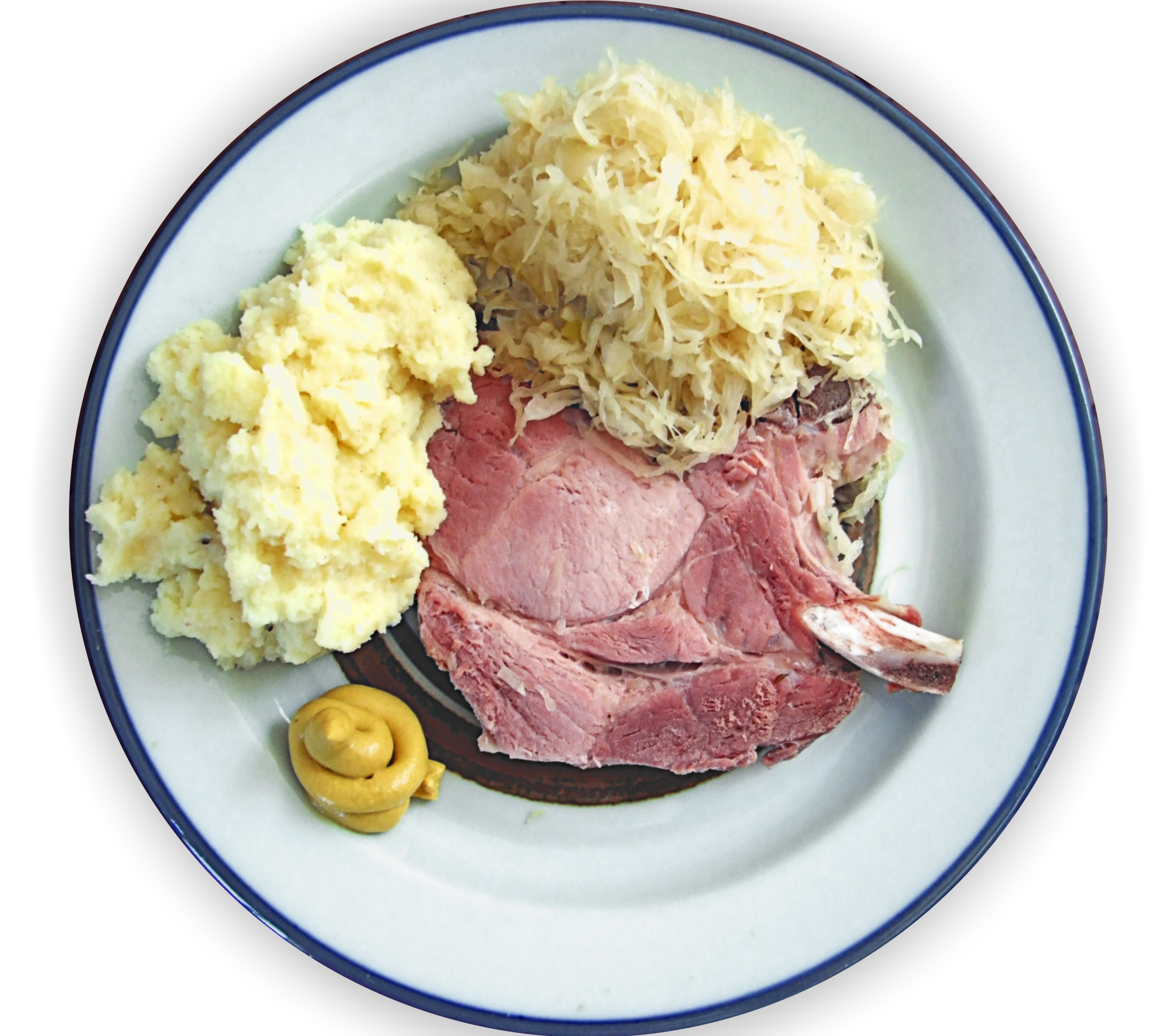
Frankfurter Rippchen

- Apfelwein — vi de poma o sidra dura és conegut regionalment com a "Ebbelwoi", "Äppler" o "Stöffsche". Té un contingut d'alcohol de 5,5%–7% i un sabor agredolç. Tradicionalment es serveix en un got, típicament decorat amb pastilles, anomenat "Geripptes", un got de vidre ple anomenat "Schoppen". L'apfelwein també es serveix en un gerra de gres localment coneguda com a "Bembel". Normalment un grup demana un "Bembel" i ho comparteix. L'apfelwein pot ser demanat com a "sauergespritzer", que és apfelwein barrejat amb aigua mineral o amb un 30% de "süssgespritzer", que és Apfelwein barrejat amb refresc de llimona, refresc de taronja o suc de poma fresca (la més freqüent és el refresc de llimona). La majoria dels pubs que serveixen Apfelwein s'ubiquen a Sachsenhausen, que per tant es coneix com a "disctricte Ebbelwoi". A causa de la seva beguda nacional, de vegades s'anomena Frankfurt com a "Big Ebbel" (pronunciació amb dialecte hessià), un homenatge a Big Apple (la gran poma), el famós àlies de la ciutat de Nova York.
- Grüne Soße — La salsa verda és una salsa elaborada amb ous durs, oli, vinagre, sal i una quantitat generosa de set herbes fresques, és a dir, borratja, sorrel, crispetes de jardí, gespa, cebollí, julivert i cremades d'amanida. Les variants, sovint a causa de la disponibilitat estacional, inclouen l'anet, l'amor, el bàlsam de llimona i l'espinac. La salsa verda original de Frankfurt és d'herbes que només es recol·lectaven als camps dels límits de la ciutat.
- Frankfurter Würstchen — Les "petites salsitxes de Frankfurt" són salsitxes fetes de carn de porc fumada. Són similars als hot dogs. El nom de Frankfurter Würstchen va ser registrar com a marca comercial el 1860.
- Frankfurter Rindswurst — Salsitxa elaborada amb carn de vedella pura.
- Frankfurter Rippchen — Conegut com a Rippchen mit Kraut, aquest és un plat tradicional que consta de costelles de porc curades, s'escalfa lentament en un brou de carn, i se sol servir amb Sauerkraut o xucrut, puré de patates i mostassa groga.
- Handkäs mit Musik — Formatge de llet agra regional alemany (similar al Harzer) i una especialitat gastronòmica a la Regió del Rin-Main. La manera tradicional de produir-lo és a mà. Quan està rematat amb cebes picades, es converteix en "Handkäs mit Musik" (amb música) perquè les cebes haurien d'estimular la flatulència.
- Frankfurter Kranz — L'especialitat de pastissos que es creu originària de Frankfurt.
- Bethmännchen — "Un petit Bethmann" és una pastisseria elaborada amb massapà amb ametlla, sucre en pols, aigua de roses, farina i ou. Normalment és prepara per Nadal.

## Fires
Les fires tenen una llarga tradició a Frankfurt. La primera menció data del segle xii. Avui, Frankfurt compta amb un dels recintes firals més grans del món, i és la seu de moltes fires de renom internacional, entre d'altres, la Internationale Automobil-Ausstellung (una de les fires de l'automòbil més importants), la Frankfurter Buchmesse (la Fira del Llibre de Frankfurt, una de les més importants), Ambiente (fira d'articles de consum), Achema (fira d'enginyeria química, protecció mediambiental i biotecnologia) i moltes més. L'any 2007, Catalunya va ser convidada d'honor a la Fira del Llibre de Frankfurt. Es pot trobar tota la informació a la plana de la fira dedicada a aquest esdeveniment, on els documents i articles es troben en català, alemany i d'altres llengües.

## Transports

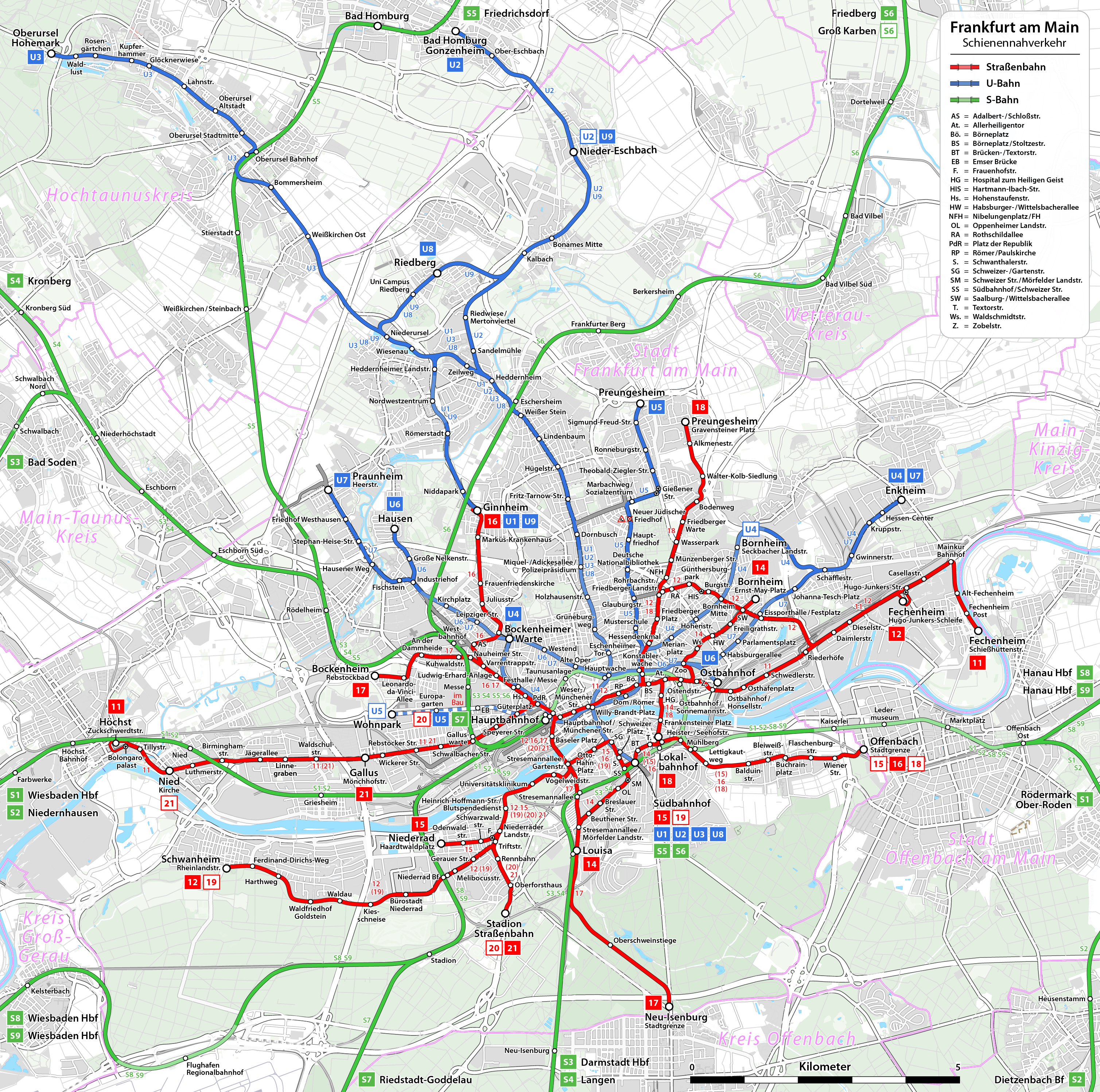
Mapa de les xarxes de metro i tramvia

L'Aeroport de Frankfurt és una referència internacional i els seus 50 milions de passatgers a l'any el converteixen en el segon aeroport més transitat d'Europa, solament superat pel de Londres - Heathrow. És considerat el millor aeroport de càrrega del món. Així mateix és l'aeroport al qual viatja el nombre més gran de línies aèries internacionals.
A menys de dues hores de la ciutat també hi ha l'Aeroport de Hahn, que recentment ha guanyat molta popularitat per ser el destí més pròxim a Frankfurt del Main al qual volen les línies aèries de baix cost com Ryanair. Els autobusos connecten l'aeroport amb la ciutat cada hora.
Com Berlín, Frankfurt ha implementat un complet sistema de bicitaxi, transport alternatiu i ecològic.

## Fills il·lustres
- Ernst Klee (1942-2013), teòleg, periodista, escriptor i director de film alemany.
- Siegfried Ochs (1858-1929) compositor i director d'orquestra.
- Anton Urspruch (1850-1907) pianista i compositor.
- Herman Geiger-Torel (1907-1976) director d'orquestra.
- Karl Eric Adolf Reiss (1829-1908) director d'orquestra.
- Philip Jakob Milchmeyer (1750-1813) pianista i mecànic musical.
- Hans Fischer (1881-1945) químic, metge, Premi Nobel de Química l'any 1930.
- Otto Loewi (1873-1961) metge, Premi Nobel de Medicina o Fisiologia de 1936
- Otto Hahn (1879-1968) químic, Premi Nobel de Química de 1944
- Gerd Binnig (1947), físic, Premi Nobel de Física de 1986.
- Horst Ludwig Störmer (1949-) físic, Premi Nobel de Física de 1998.
- Robert Aumann (1930 -) matemàtic i economista, Premi Nobel d'Economia de l'any 2005.
- Karl Reinhardt (1895-1941), matemàtic.
- Wilhelm Süss (1895-1958), matemàtic.
- Theodor Adorno (1903 - 1969), filòsof, sociòleg.

## Per a més informació

### Història
- Kramer, Waldemar (Hrsg.): Frankfurt Chronik. Verlag Waldemar Kramer, Frankfurt am Main 1987 (3. Auflage), ISBN 3-7829-0321-8.
- Lothar Gall (Hrsg.): FFM 1200. Traditionen und Perspektiven einer Stadt. Jan Thorbecke Verlag, Sigmaringen 1994, ISBN 3-7995-1203-9 (Katalog zur 1200-Jahrfeier 1994 mit wiss. Aufsätzen).
- Mack, Ernst: Von der Steinzeit zur Stauferstadt. Die frühe Geschichte von Frankfurt am Main. Verlag Josef Knecht, Frankfurt am Main 1994, ISBN 3-7820-0685-2.

### Arquitectura
- Schohmann, Heinz: Frankfurt am Main und Umgebung. Von der Pfalzsiedlung zum Bankenzentrum. Dumont Kunstreiseführer. Dumont, Köln 2003, ISBN 3-7701-6305-2. (mit Schwerpunkt Architektur).
- Bodenbach, Christoph (Hrsg.): Neue Architektur in Frankfurt am Main. Junius Verlag, Hamburg 2008, ISBN 978-3-88506-583-8.
- Sturm, Philipp, Schmal, Peter Cachola: Hochhausstadt Frankfurt. Bauten und Visionen seit 1945, Prestel, München 2014, ISBN 978-3-7913-5363-0.

### Altres
- Setzepfandt, Christian: Geheimnisvolles Frankfurt am Main. Wartberg, Gudensberg-Gleichen 2003, ISBN 3-8313-1347-4.
- Mosebach, Martin: Mein Frankfurt. Mit Photographien von Barbara Klemm. Insel, Frankfurt am Main 2002, ISBN 3-458-34571-X. (Insel-Taschenbuch. Bd 2871)